# Chiang Rai
19°54′34″N 99°49′39″Ø / 19.90944°N 99.82750°Ø
Chiang Rai (เชียงราย) er hovedstaden i provinsen Chiang Rai i det nordlige Thailand. Befolkningstallet var i 2005 på 78.800.
Byen blev grundlagt af kong Mengrai i 1262 og var Lannathai-kongedømmets første hovedstad.